# Tom Buckingham
Tom Buckingham, all'anagrafe Thomas Buckingham, (Chicago, 25 febbraio 1895 – 7 settembre 1934), è stato un regista, sceneggiatore e fotografo statunitense che ha lavorato soprattutto durante il periodo del cinema muto.

## Biografia
Nato nell'Illinois, iniziò la sua carriera cinematografica per la Triangle nel 1917 come direttore della fotografia di Indiscreet Corinne, un film interpretato da Olive Thomas. L'anno seguente si cimentò con la recitazione in The Atom di Frank Borzage ma le sue prove di attore si limitarono a soli tre film. Continuò come direttore della fotografia fino al 1920, partecipando alla realizzazione di 24 pellicole. Ma si cimentò anche nella sceneggiatura e nella regia. Il primo film che scrisse e che diresse fu, nel 1920, The Tale of the Dog per la Century Film, una piccola compagnia attiva dal 1916 al 1929. Lavorò con Larry Semon, (il Ridolini italiano), con Natacha Rambova (la seconda moglie di Rodolfo Valentino) e con attori come Viola Dana, Billie Dove, Chester Morris, Pauline Starke, Nita Naldi.
Mickey Rooney debuttò nel 1926 in un cortometraggio diretto da Buckingham, Not to Be Trusted e Myrna Loy fece la sua prima apparizione sullo schermo in un ruolo di vamp nel suo What Price Beauty? del 1925..
Cock of the Air, prodotto nel 1932 da Howard Hughes, fu l'ultimo film che Tom Buckingham diresse.
Morì nel 1934, a soli 39 anni, a causa di complicazioni intervenute dopo un'operazione.

## Filmografia

### Regista
- The Tale of the Dog (1920)
- Home Brew (1920)
- Should Waiters Marry? (1920)
- A One Cylinder Love Riot (1920)
- Should Tailors Trifle? (1920)
- Twin Crooks (1920)
- Laughing Gas (1920)
- His Fearful Finish (1921)
- Fresh from the Farm (1921)
- Tough Luck (1921)
- The Kid's Pal (1921)
- A Dollar's Worth (1921)
- For Sale (1921)
- Pals (1921)
- Smart Alec (1921)
- In Again (1921)
- The Dumb Bell (1921)
- Please Be Careful (1922)
- One Horse Town (1922)
- Two of a Kind (1922)
- No Brains (1922)
- Off His Beat (1922)
- Puppy Love (1922)
- Ridolini giocatore di golf (Golf) (1922)
- The Kickin' Fool (1922)
- Ridolini agente segreto (The Agent) (1922)
- Roaring Lions on a Steamship (1923)
- The Rain Storm (1923)
- The Explorers (1923)
- The Two Johns (1923)
- Up in the Air (1923)
- Arabia's Last Alarm (1923)
- Arizona Express (con il nome Thomas Buckingham) (1924)
- The Cyclone Rider (con il nome Thomas Buckingham) (1924)
- Troubles of a Bride (con il nome Thomas Buckingham) (1924)
- What Price Beauty? (con il nome Thomas Buckingham) (1925)
- Forbidden Cargo (1925)
- His Own Lawyer (1926)
- Ladies of Leisure (con il nome Thomas Buckingham) (1926)
- Tony Runs Wild (1926)
- He Forgot to Remember (1926)
- Easy Payments (1926)
- Marry Month of May (1926)
- Not to Be Trusted (1926)
- The Last Word (1927)
- Lure of the Night Club (con il nome Thomas Buckingham) (1927)
- Land of the Lawless (con il nome Thomas Buckingham) (1927)
- Crashing Through (con il nome Thomas Buckingham) (1928)
- Cock of the Air (1932)

### Sceneggiatore
- The Tale of the Dog, regia di Tom Buckingham (1920)
- Home Brew, regia di Tom Buckingham (1920)
- Should Waiters Marry?, regia di Thomas Buckingham (1920)
- A One Cylinder Love Riot, regia di Thomas Buckingham (1920)
- Should Tailors Trifle?, regia di Thomas Buckingham (1920)
- Twin Crooks, regia di Thomas Buckingham (1920)
- Laughing Gas, regia di Thomas Buckingham(1920)
- His Fearful Finish, regia di Thomas Buckingham (1921)
- Fresh from the Farm, regia di Tom Buckingham - storia e sceneggiatura (1921)
- Tough Luck, regia di Thomas Buckingham (1921)
- The Kid's Pal, regia di Thomas Buckingham (1921)
- A Dollar's Worth, regia di Thomas Buckingham (1921)
- For Sale, regia di Thomas Buckingham - soggetto e sceneggiatura (1921)
- Pals, regia di Thomas Buckingham (1921)
- Smart Alec, regia di Thomas Buckingham - soggetto e sceneggiatura (1921)
- In Again, regia di Thomas Buckingham (1921)
- The Dumb Bell, regia di Thomas Buckingham (1921)
- One Horse Town, regia di Thomas Buckingham (1922)
- Two of a Kind, regia di Thomas Buckingham (1922)
- No Brains, regia di Thomas Buckingham (1922)
- Off His Beat, regia di Thomas Buckingham (1922)
- Ridolini giocatore di golf (Golf), regia di Thomas Buckingham (1922)
- The Kickin' Fool, regia di Thomas Buckingham (1922)
- Ridolini agente segreto (The Agent), regia di Thomas Buckingham (1922)
- The Two Johns, regia di Thomas Buckingham (1923)
- Troubles of a Bride (con il nome Thomas Buckingham) (1924)
- Officer O'Brien, regia di Tay Garnett - (con il nome Thomas Buckingham) (1930)
- L'isola dell'inferno, regia di Edward Sloman (1930)
- Her Man, regia di Tay Garnett (1930)
- The Painted Desert, regia di Howard Higgin (1931)
- Bad Company, regia di Tay Garnett (1931)
- Il figlio del disertore (Tom Brown of Culver), regia di William Wyler (1932)
- Destination Unknown, regia di Tay Garnett (1933)
- He Was Her Man, regia di Lloyd Bacon (1934)
- The Circus Clown, regia di Ray Enright - (revisione, non accreditato) (1934)
- La sposa nell'ombra (The Secret Bride), regia di William Dieterle (1934)
- Stage Struck, regia di Busby Berkeley (1936)
- Prime armi (The Spirit of Culver), regia di Joseph Santley (1939)

### Direttore della fotografia
- Indiscreet Corinne, regia di John Francis Dillon (con il nome Thomas Buckingham) (1917)
- The Maternal Spark, regia di Gilbert P. Hamilton (1917)
- Captain of His Soul, regia di Gilbert P. Hamilton (1918)
- A Soul in Trust, regia di Gilbert P. Hamilton (1918)
- The Vortex, regia di Gilbert P. Hamilton (1918)
- Everywoman's Husband, regia di Gilbert P. Hamilton (1918)
- Heroic Ambrose, regia di Mack Swain (1919)
- Baffled Ambrose, regia di Mack Swain (1919)
- Ambrose's Visit, regia di Mack Swain (1919)
- Ambrose's Vacation, regia di Mack Swain (1919)
- Ambrose's Predicament, regia di Mack Swain (1919)
- Ambrose's Matrimonial Mixup, regia di Mack Swain (1919)
- Daddy Ambrose, regia di Mack Swain (1919)
- Ambrose's Day Off, regia di Walter S. Fredericks (1919)
- Nimrod Ambrose, regia di Mack Swain (1920)
- Innocent Ambrose, regia di Mack Swain (1920)
- Gemini Ambrose, regia di Mack Swain (1920)
- Ambrose's Winning Ways, regia di Mack Swain (1920)
- Ambrose's Bungled Bungalow, regia di Mack Swain (1920)
- Ambrose in Turkey, regia di Mack Swain (1920)
- Ambrose in Bad, regia di Mack Swain (1920)
- Ambrose and the Bathing Girls, regia di Mack Swain (1920)
- All Wrong Ambrose, regia di Mack Swain (1920)
- Up in Mary's Attic, regia di William Watson (1920)

### Attore
- The Atom, regia di Frank Borzage (1918)
- The Reckoning Day, regia di Roy Clements (1918)
- Should Tailors Trifle?, regia di Tom Buckingham (1920)